# 1535.
◄ | 15. stoljeće | 16. stoljeće | 17. stoljeće | ►
◄ | 1500-ih | 1510-ih | 1520-ih | 1530-ih | 1540-ih | 1550-ih | 1560-ih | ►
◄◄ | ◄ | 1532. | 1533. | 1534. | 1535. | 1536. | 1537. | 1538. | ► | ►►
Arhitektura • Astronomija • Glazba • Kazalište • Kiparstvo • Knjige • Književnost • Kršćanstvo • Medicina • Politika • Pravo • Promet • Slikarstvo • Znanost

## Događaji
- 10. ožujka – Tomás de Berlanga otkriva otočje Galápagos
- 4. listopada – tiskana prva Biblija na engleskom jeziku
- Grad Meksiko postaje glavni grad Nove Španjolske
- Tiskana prva knjiga na estonskom jeziku
- Portugalci dobiju pravo trgovanja i sidrenja u Makau

## Rođenja
- 11. veljače – Niccolò Sfondrati, kasniji papa Grgur XIV. († 1591.)
- 2. lipnja – Alessandro Ottaviano de' Medici, kasniji papa Lav XI. († 1605.)

## Smrti
- 18. veljače – Heinrich Cornelius Agrippa von Nettesheim, njemački filozof, okultist i liječnik (* 1486.)
- 6. srpnja – Thomas More, engleski humanist i državnik (* 1477.)

## Vanjske poveznice
|  | Zajednički poslužitelj ima još gradiva o temi 1535. |